# Pierre-Nicolas Brisset

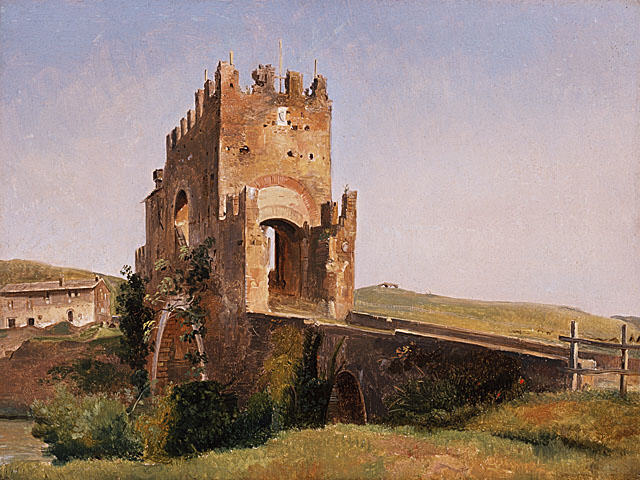
Gezicht op de Ponte Nomentano (1837)

Pierre-Nicolas Brisset (Parijs, 18 augustus 1810 – 29 maart 1890) was een Frans kunstschilder.
Pierre-Nicolas Brisset schilderde landschappen, portretten, mythologische, historische en religieuze voorstellingen en wordt gerekend tot de school van de academische kunst.
Pierre-Nicolas Brisset werd geboren als zoon van een fabrikant van drukpersen. Op achttienjarige leeftijd ging hij in de leer in het atelier van Louis-Charles-Auguste Couder en daarna kreeg hij les van François-Édouard Picot. Tegelijkertijd studeerde hij aan de École nationale supérieure des beaux-arts in Parijs. 
Een reis rond 1835 naar Italië inspireerde hem tot het schilderen van verschillende historische doeken en landschappen, zoals het Gezicht op Ponte Nomentano, een brug over de rivier de Aniene, nu in eigendom van het Los Angeles County Museum of Art. 
In 1840 behaalde hij de eerste prijs voor schilderkunst van de Académie des Beaux-Arts, de Prix de Rome, met het doek La Mort de Priam, (Nederlands: De dood van Priamus).  Van 1841 tot 1845 verbleef hij in Rome in de Villa Medici. Daar schilderde hij onder andere een werk getiteld Sint Laurent montrant les trésors de l’eglise, dat in 1846 werd geëxposeerd in het Museum voor Schone Kunsten in Rijsel en het jaar daarop tentoongesteld tijdens de Parijse salon. 
Hij assisteerde François-Édouard Picot bij het schilderen van de fresco’s in de kerk van Saint-Vincent-de-Paul in Parijs (1846-1853), de belangrijkste kerk die werd gebouwd tijdens de regering van Lodewijk Filips I van Frankrijk.
In 1855 deed hij opnieuw mee met de Parijse salon, met een voorstelling van Christus, een schilderij dat vervolgens door de Franse staat werd aangekocht.  
Brisset verzorgde ook de decoratie van het Grand Théâtre in Genève dat gebouwd werd in 1879 en in 1951 door brand werd verwoest. In zijn atelier gaf hij les aan onder meer Henri Gervex.
- Bibliothèque nationale de France: cb149705828 (data)
- International Standard Name Identifier: 0000 0000 6663 6491
- Library of Congress Control Number: nr2005025861
- Base Léonore: LH//368/58
- RKD-Nederlands Instituut voor Kunstgeschiedenis: 12687
- Union List of Artist Names: 500025242
- Virtual International Authority File: 66738964
- WorldCat: E39PBJbWwJDXxBPMWDdgYkK8G3